# Campsicnemus congregatus
Campsicnemus congregatus är en tvåvingeart som beskrevs av Malloch 1932. Campsicnemus congregatus ingår i släktet Campsicnemus och familjen styltflugor. Inga underarter finns listade i Catalogue of Life.